# Corcova
Corcova é uma comuna romena localizada no distrito de Mehedinți, na região de Oltênia. A comuna possui uma área de 58.58 km² e sua população era de 6040 habitantes segundo o censo de 2007.